# Cratere Trud
Trud  è un cratere sulla superficie di Marte.